# José María Soto
José María Soto Pereira (Hualqui, 4 augustus 1839 – ?) was een Chileens militair. 
Hij was de zoon van hogere officier en bezocht de militaire academie (vanaf 1855). In 1859 nam hij deel aan het onderdrukken van een revolutie die gericht was tegen president Manuel Montt, waarna hij werd bevorderd tot kapitein. Nadien nam hij deel aan de pacificatie van de binnenlanden en tijdens de Salpeteroorlog (1879-1883) nam hij vooral deel aan militaire campagnes in het noorden van Chili. In 1880 volgde zijn bevordering tot luitenant-kolonel.
Tijdens de Burgeroorlog van 1891 diende hij als chef van de staf van de noordelijke divisie van het regeringsleger van president José Manuel Balmaceda en vocht tijdens de slag bij Dolores (15 februari) en leidde de slag bij de douanevestiging te Iquique (17 februari 1891). Hij capituleerde bij Iquique (20 februari) en werd hij uit actieve militaire dienst ontslagen. Hij werd later dat jaar - na de overwinning van de rebellen - niettemin door het Congres bevorderd tot brigadegeneraal.

## Rangen
- 1859: kapitein
- 1870: majoor (Sargento Mayor)
- 1880: luitenant-kolonel
- 1891: brigadegeneraal